# Keskend
Keskend (horvátul: Kozarac, szerbül: Kозарац, németül: Geisdorf) falu Horvátországban, Eszék-Baranya megyében. Közigazgatásilag Laskafaluhoz tartozik.

## Fekvése
Eszéktől légvonalban 17, közúton 22 km-re északra, községközpontjától 3 km-re északra Baranyában, a Drávaszög területén, az Eszékről Pélmonostorra menő út mentén, Laskafalu és Pélmonostor között fekszik. 

## Története
A határában feltárt régészeti leletek alapján megállapítható, hogy Keskend területe már az őskortól fogva lakott. Két jelentős lelőhely is található itt. Az elsőt 1984-ben fedezték fel a „Ciglana” nevű hely északkeleti oldalán, ahol bronzkori és számos középkori kerámia került elő. A leletek alapján a szakemberek hosszú időn át lakott bronzkori település nyomát azonosították. Előkerültek itt dunántúli mészberakásos kerámiák, a Vatya-kultúra kerámiái és középkori kerámiák is. Az öt enyhe magaslaton elterülő „Korenište” lelőhelyet 1986-ban tárták fel. Itt is számos őskori (újkőkori, kőrézkori és bronzkori) kerámia, valamint állati csontok és használati tárgyak kerültek elő. Az őskori leletek mellett középkori téglákat is találtak, melyek egyértelműen középkori településre utalnak.
A falut 1720 körül alapították Bajorország és a Fekete-erdő területéről érkezett német telepesek, akiket a bellyei uradalom akkori birtokosa Savoyai Jenő herceg telepített ide. A telepeseknek előbb az itteni sűrű erdőt kellett kiirtani, hogy a földeket művelésre alkalmassá tegyék. A Drávaszög középső részét abban az időben ugyanis erdők borították. A török uralom idején itt vezetett át a Magyarországra menő hadiút. Ezért a terület korábbi magyar többségű lakossága távolabb, a Duna közelébe húzódott, míg ez a terület pusztaság maradt és idővel beerdősült. Az első katonai felmérés térképén a település „Keskend” néven található. A 19. században a falu jelentős gazdasági fejlődésen ment át. 1811-ben felépítették a templomot.
1907-ben létesült postahivatala. A település az első világháború után az új szerb-horvát-szlovén állam, majd később (1929-ben) Jugoszlávia része lett. 1922-ben a délszláv állam hatósága hivatalos nevét Keskendről Kozaracra változtatta. Még ebben az évben az agrárreform intézkedései nyomán a szélső utcába (a mai Ante Starčević utcába) Ogulin környékéről pravoszláv szerbeket telepítettek. A helyiek ezt az utcát ma is csak likai utcának hívják. 1928-ban létesült a pravoszláv temető. 1941 és 1944 között ismét Magyarországhoz tartozott, majd a háború után ismét Jugoszlávia része lett. 
A második világháború végén a német lakosság nagy része elmenekült a partizánok elől. Az itt maradtakat a kommunista hatóságok kollektív háborús bűnösökké nyilvánították, minden vagyonuktól megfosztották és munkatáborba zárták. Az életben maradtakat később Németországba és Ausztriába telepítették ki. 1946-ban a Muraközből szállítottak ide teljesen elszegényedett horvát családokat, akik megkapták az elűzött németek házait. 1947-ben a szovjet kolhozok mintájára létrehozták a termelő szövetkezeteket. Keskenden két ilyen szövetkezet alakult, melyek a „Baranja” és a „Karlo Mrazović” nevet viselték. 1952-ben a faluba bevezették az elektromos áramot. 1953-ban megszüntették a termelő szövetkezeteket. Ezután erőteljes gazdasági fellendülés kezdődött, mely az 1980-as években érte el csúcspontját. 1988-ban kiépült a telefonhálózat és tervbe vették a vízvezeték-hálózat építését. Az 1991-es népszámlálás adatai szerint 933 főnyi lakosságának 87%-a horvát, 8%-a szerb, 3%-a magyar, 2%-a jugoszláv nemzetiségű volt. 
Az ígéretes fejlődésnek a háború vetett véget. 1991 augusztusában a jugoszláv hadsereg által támogatott szerb szabadcsapatok elűzték a falu nem szerb lakosságát, akik Eszékre, vagy Magyarország felé menekültek. A falut teljesen kifosztották, a horvátok és magyarok házaiba nyugat-szlavóniai szerbek költöztek. A lakosság többsége a háborút száműzetésben töltötte Eszéktől és a Muraköztől egészen Zágrábig és a tengerpartig. Egy részük aktívan részt vett Eszék városának védelmében. A megszállás alatt sok civilt öltek meg a faluban. A legtöbbjük idős ember volt, akik nem hagyták el otthonukat. A lakosság csak 1998-ban térhetett vissza falujába. Közvetlenül visszatérésük után megkezdődött a házak és az infrastruktúra újjáépítése, az utak, az elektromosság, a közvilágítás, az iskola megújítása, a telefonok újbóli bevezetése, a tervezett vízhálózat építésének befejezése. A településnek 2011-ben 730 lakosa volt, akik többségben mezőgazdasággal foglalkoztak.

## Lakossága

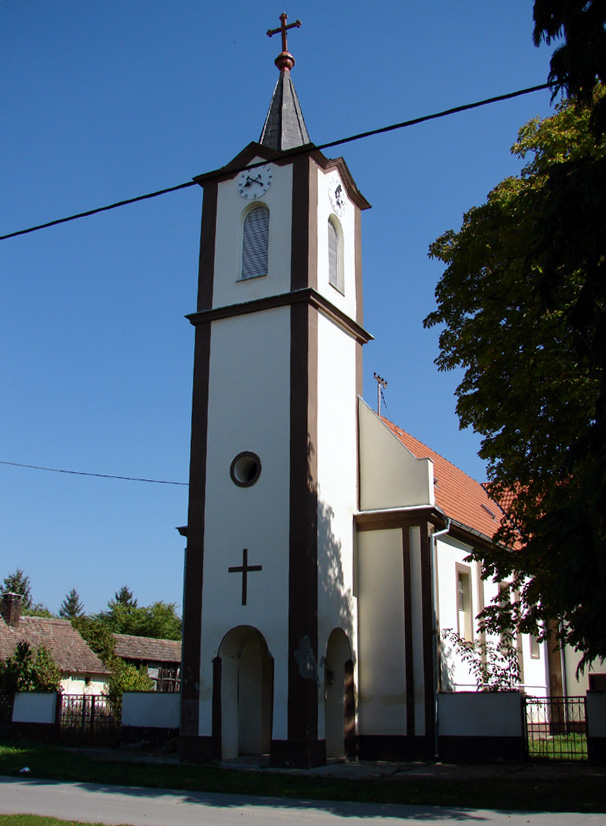
A Szent Imre templom

| Lakosság változása | Lakosság változása | Lakosság változása | Lakosság változása | Lakosság változása | Lakosság változása | Lakosság változása | Lakosság változása | Lakosság változása | Lakosság változása | Lakosság változása | Lakosság változása | Lakosság változása | Lakosság változása | Lakosság változása | Lakosság változása |
| ------------------ | ------------------ | ------------------ | ------------------ | ------------------ | ------------------ | ------------------ | ------------------ | ------------------ | ------------------ | ------------------ | ------------------ | ------------------ | ------------------ | ------------------ | ------------------ |
| 1857               | 1869               | 1880               | 1890               | 1900               | 1910               | 1921               | 1931               | 1948               | 1953               | 1961               | 1971               | 1981               | 1991               | 2001               | 2011               |
| 437                | 436                | 501                | 523                | 547                | 638                | 592                | 655                | 705                | 660                | 784                | 701                | 684                | 933                | 789                | 730                |

## Gazdaság
A településen hagyományosan a mezőgazdaság és az állattartás képezi a megélhetés alapját. Mellette jelentős még a szőlőtermesztés, a kereskedelem, a vendéglátás és a kézművesség (fuvarozás). A lakosok régen a fafeldolgozásban is részt vettek. A településen évekkel ezelőtt mezőgazdasági szövetkezet működött.

## Nevezetességei
- Szent Imre herceg tiszteletére szentelt római katolikus temploma 1811-ben épült. A laskafalvi Jézus szíve plébánia filiája.

- Szent Flórián szobrát 1927-ben emelték az egykori tűzoltószerház mellé.

## Kultúra

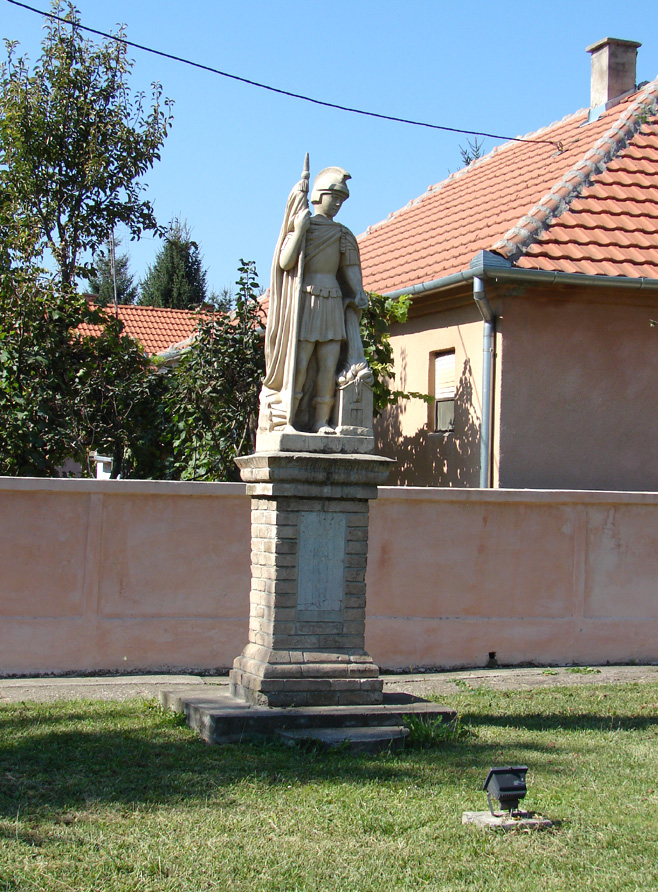
Szent Flórián szobra

A faluban kultúrközpont működik.

## Oktatás
A településen a laskafalvi Matija Gubec általános iskola területi iskolája működik. 

## Sport
- Az NK „Međimurec” Kozarac labdarúgóklub 1947-ben alapították.
- ŠRD „Piškur” Kozarac sporthorgász egyesület